# Fuoco d'artificio (Boldini)
Fuoco d'artificio è un dipinto di Giovanni Boldini realizzato tra il 1892 e il 1895 e conservato al Museo Giovanni Boldini di Ferrara, in seguito all'acquisto di un corpus di opere d'arte della collezione della vedova Emilia Cardona nel 1974. 

## Descrizione
La tela, di notevoli dimensioni, rappresenta a grandezza naturale una dama sconosciuta dai grandi occhi scuri e con i capelli raccolti in uno chignon. Un sorriso appena accennato, il volto ravvivato da spesse labbra scarlatte e guance rosee, la figura spicca su uno sfondo in ombra; vestita di un elegantissimo abito da sera di raso i cui toni cangianti virano dal rosa al violetto, le braccia infilate in lunghi guanti e maniche a sbuffo, essa acquisisce la consistenza di un'apparizione al tempo stesso eterea e concreta.

## Analisi
Realizzato con ogni probabilità negli anni Novanta dal XIX secolo, e di conseguenza molto rappresentativo dei ritratti del Boldini maturo, Fuoco d'artificio deve il titolo alle larghe pennellate chiare, vere "sciabolate", di cui il pittore si serve per smaterializzare il vestito della sua modella e avvolgere la sua sagoma in una specie di alone vaporoso. La notevole audacia del cromatismo e della composizione, unita a un tocco che appare come l'impronta pittorica dell'artista e che sembra sfiorare l'astrazione, denota una libertà formale del tutto inusuale per l'epoca.